# Genowefa (imię)
Genowefa – imię żeńskie pochodzenia romańsko-celtycko-germańskiego. Imię to może oznaczać: kobietę szlachetnego rodu lub córkę nieba. Połączenie łacińskiego gena (ród) i celtyckiego wifa (żona) – kobieta szlachetnego rodu.
W Polsce pojawiło się późno: nie było znane w średniowieczu, zostało odnotowane w 1711.
W populacji Polek imię Genowefa zajmowało w 2017 r. 70. miejsce (74 234 nadań).
Genowefa imieniny obchodzi: 3 stycznia i 9 listopada.

## Odpowiedniki w innych językach
- angielski: Genevieve
- esperanto: Genoveva[6]
- francuski: Genevieve
- hiszpański: Genoveva
- niemiecki: Genoveva
- włoski: Genoveffa

## Osoby noszące imię Genowefa
- św. Genowefa z Paryża[4]
- św. Genowefa Torres[4]
- Genowefa Ferenc – polityk
- Genowefa Grabowska – posłanka
- Genevieve LaCaze – australijska lekkoatletka
- Genowefa Misztal – profesor nauk farmaceutycznych
- Genowefa Sikora – działaczka społeczna
- Genevieve Tobin – amerykańska aktorka filmowa sprzed drugiej wojny światowej
- Genowefa Wiśniowska – polityk

## Znane postaci fikcyjne
- Genowefa Pigwa – postać kabaretowa